# 羅紹和
羅紹和（1963年—），中華民國陸軍退役少將、慈善家、社會工作者、基督徒，生於台灣高雄市美濃區，畢業於岡山高中、政戰學校新聞系學士、碩士，著有《有溫度的人——羅紹和的生命成長與慈善之路》一書，2016年5月16日退位轉入民間慈善團體工作，現任安得烈食物銀行（中華安得烈慈善協會）執行長、國安單位專題講師，曾任國防部漢聲電臺臺長、後備司令部政戰副主任、國防部發言人。

## 生平
出生於臺灣省高雄縣美濃鎮（今高雄市美濃區）的山區中，即今日所稱黃蝶翠谷之內，家中務農；父親為來自於雲南省耿馬縣的國軍老兵。母親為臺灣本省客家人；後家中結束農業搬至岡山。父親在八二三砲戰中負傷退伍，家中經濟頓時陷入困境，連地瓜都吃不起，只能吃用來餵豬的木薯，後來與弟弟被安置到孤兒院與寄養家庭。他自幼屬於過敏體質，直至考取軍校、繼承父業後開始運動體質才逐漸改善。
1995年，在陸軍總司令部任職少校期間，被調動至國防部軍事發言人室擔任幕僚，此後即一直負責媒體聯絡工作，期間經歷了臺灣海峽飛彈危機、精實案、兩國論、1999年921大地震、2002年精進案、2003年SARS事件。2004至2005年間，他擔任漢聲廣播電台台長，後調任國防部後備司令部政戰副主任，時任後備司令為余連發上將。後又於2009年八八水災，被緊急調回發言人室，2011年經歷精粹案。2011年2月，因原發言人虞思祖少將回任空軍，他接任代理發言人，同年7月晉升少將。
2016年5月15日，羅紹和以國防部發言人職務退伍，於軍中服務31年餘，擔任中華民國國防部發言人長達5年3個月，是擔任該職時間第二長的，僅次於5年8個月的孔繁定少將。
羅紹和表示，非常感謝大家這些年來的支持與指教，更感謝大家對國軍的支持。國軍是國家安全、社會安定的屏障，需要大家的鞭策，也需要大家的支持與鼓勵。自己雖然離開國軍，但將以終生「國防志工」的角色自勉。

## 事蹟
1993年國軍莒光楷模、2000年國軍楷模、2005年國軍模範單位主官。
曾參與1996臺海危機、1997年至1998年空軍幻象戰機、F-16戰機、拉法葉、成功級艦等二代兵力成軍的新聞文宣任務；1999年「兩國論」、1999年921地震、2003年SARS疫情、2009年莫拉克風災、2010年國道三號3.1公里崩塌事件、2012年役政重大改革、2013年陸軍下士洪仲丘案、2014高雄氣爆事件、2014年海研五號救援事件、2014年復興航空馬公空難、2015年復興航空臺北空難、2015年藝人李倩蓉登阿帕契直升機、八仙樂園彩色派對火災、2015年蘇迪勒颱風、2016年美濃大地震、2016年臺北憲兵隊進入民宅搜索案等危機事件處理，以及國軍募兵制推動等重大政策行銷任務。
創設「國防部發言人臉書專頁」，開創國軍網路行銷與網路危機處理作為；被稱為國軍最具有創新思維與行銷觀念的軍事發言人，積極推動國防政策行銷、形象塑建及重大危機事件處理教育。此外，羅紹和還善長於運用有限的廣告預算，創造極大化的宣傳效果，被譽於最有創意與執行力的部會發言人。
在任職國防部發言人期間，開創與國際知名媒體《國家地理頻道》、《探索頻道》、美國《歷史頻道》合作多部紀錄片，獲得很正面的評價。
2011年與國家地理頻道合作製拍《透視內幕：國道起降秘辛》
2013年與國家地理頻道合作製拍《臺灣菁英戰士：陸戰蛙人》
2013年與Discovery合作製拍《臺灣特戰部隊Ⅰ》
2013年與美國歷史頻道合作製拍《臺灣兩棲特戰部隊》
2014年與國家地理頻道合作製拍《臺灣菁英戰士：雷虎小組》
2015年與國家地理頻道合作製拍《臺灣菁英戰士：傲氣飛鷹》
2015年與Discovery合作製拍《臺灣特戰部隊Ⅱ》
2013年、2015年與《探索頻道》合作辦理「臺灣特戰部隊體驗展活動Ⅰ、Ⅱ」
2015年與國家地理頻道合作辦理「臺灣菁英戰士：傲氣飛鷹夏日飛行嘉年華」活動。
2015年與天使心基金會在國防大學復興崗校區合作辦理「104年三三六愛奇兒日活動」，提升國軍形象。
2016年與天使心基金會在臺北市府廣場辦理「105年三三六愛奇兒日活動」，提升國軍形象。
2015年企製3部膾炙人口的國軍形象廣告，分別為「守護家園」、「精練國軍」及「榮耀軍裝」，廣告係以寫實方式拍攝，記錄國軍真實的訓練與日常生活，感動觀眾。
2016年企製「極刻救援」、「威殺任務」及「疾風部隊」等3部國軍形象廣告；另外同年間還企劃「我會救你」、「我沒事  謝謝你」等2部微電影，相關影片均在短短數日內吸引百萬人點閱，影片內容感動國人，並且獲得社會各界好評。
2016年5月15日退伍，成為了歷任中任期第二長的國防部發言人（僅次於5年8個月的孔繁定少將）。也是第一位歷經整整4位國防部長（高華柱、楊念祖、嚴明、高廣圻）的發言人，在任內一次扛下國防部、陸、海、空軍司令部的發言事務。他退伍前，國防部發言人臉書正好突破25萬人，在他任內用心的經營之下，讓國防部發言人臉書專頁成為政府機關部門當中，粉絲人數最多的部會。他在退伍當天透過國防部發言人臉書發布了一篇貼文，文中除了感謝粉絲這些日子來的支持與指教之外，他還說明了在離開國軍後，將以終生「國防志工」自勉。
媒體針對他退伍的時間點恰逢2016年5月20日政權交接前，較為敏感；他接受媒體訪問時表示，他退伍的目的是希望能交棒給學弟，提擕後進；退伍絕對與政黨輪替無關。其實自2014年至2016年期間，他曾經五次提出退伍報告，但未獲同意。退伍後，任中華安得烈慈善協會執行長。

## 相關報導
- 羅紹和. . 臺灣蘋果日報. 2012-04-06  [2015-04-08]. （原始内容存档于2016-08-12）.